# Manu Ahotaeiloa
Pas d'image ? Cliquez ici

a Compétitions nationales et continentales officielles uniquement.

b Matchs officiels uniquement.
Dernière mise à jour le 18 août 2020.
Manu Ahotaeiloa, né le 12 janvier 1986 aux Tonga, est un joueur de rugby à XV international tongien. Arrivé en France au centre de formation de Agen en 2004, il évolue au poste de centre ou ailier. 
Il a été champion de France et champion d’Europe avec le Stade toulousain.

## Parcours
Manu a débarqué en France au SU Agen en 2004 en provenance des Highlanders. Il sera alors pensionnaire du centre de formation de SU Agen. Manu Ahotaeiloa marquera alors sept essais sous les couleurs agenaises (3 en 2005-2006, 3 en 2006-2007 et 1 en 2007-fév.2008) avant d'être échangé contre Romain Sola du Stade toulousain. Ce polyvalent pouvant évoluer à l'aile ou au centre débarque au Stade toulousain en février 2008. Il signe alors dans un premier temps en tant que joker médical jusqu'à la fin de la saison 2007-2008, puis jusqu'en 2010.
Celui qui a pour modèle Yannick Jauzion s'adapte alors assez facilement sous ses nouvelles couleurs rouges et noires. Il obtiendra la confiance de Guy Novès et disputera 16 rencontres toutes compétitions confondues en quatre mois et prendra part à la demi-finale de H-Cup 2008 contre les London Irish en marquant un essai décisif.
En mars 2009, il est invité avec les Barbarians français pour jouer un match contre le XV du président, sélection de joueurs étrangers évoluant en France, au Stade Ernest-Wallon à Toulouse. Les Baa-Baas s'inclinent 26 à 33.
En 2010, durant la tournée de printemps, il est sélectionné pour la première fois avec l'équipe nationale à XV des Tonga et il jouera les trois matchs (il compte donc 3 sélections nationales).
En 2010, il retourne au SU Agen puis, en 2012, il quitte le club de ses débuts pour rejoindre ses anciens entraîneurs qui se sont engagés sur la côte basque avec l'Aviron bayonnais. Pour la saison 2014-2015 il rejoint le Lille Métropole rugby, en 1re division fédérale qui à la suite de ses résultats ambitionne la montée en Pro D2.
Laissé libre par Lille en raison de sa non-montée en Pro D2, il rejoint l'Union Bordeaux Bègles en tant que Joker coupe du monde. Il rejoint ensuite le SO Chambéry en 2016.

## Palmarès
- Stade toulousain
  - Finaliste de la Coupe d'Europe en 2008
  - Vainqueur du Championnat de France en 2008